# Торкаючись порожнечі
«Торкаючись порожнечі» (англ. Touching the Void) — документально-драматичний фільм 2003 року режисера Кевіна Макдональда за участю Брендана Маккі, Ніколаса Аарона, та Оллі Раяла.

## Сюжет
У 1985 році двоє молодих британських альпіністів Джо Сімпсон і Саймон Єйтс зробили перше сходження в Перуанських Андах на вершину Сіула Гранде. Після успішного сходження їм, в умовах погіршення погоди, довелося виконувати важкий спуск, під час якого Джо зламав ногу. Протягом тривалого часу Саймон спускав свого травмованого партнера вниз, страхуючи його мотузкою. На одній з ділянок спуску Джо зірвався, Саймон зупинив його падіння, але Джо виявився за перегином схилу. Через відсутність чутності, а також для порятунку власного життя, Саймон, який також знаходився в критичному положенні, через деякий час вирішив обрізати страхувальну мотузку, яка з'єднувала їх. В результаті Джо з великої висоти впав на льодовик, а Саймон, спустившись до місця падіння друга, після безуспішних пошуків товариша, в результаті, вирішив що той загинув, і спустився в базовий табір.
Джо, однак, залишився живий — він впав в тріщину в льодовику, його падіння замортизував сніговий міст. Важко травмований, в результаті він зміг з неї вибратися і самостійно спуститися вниз.
Фільм знятий за спогадами учасників сходження з художнім відтворенням подій, що відбулися. Фільмування сходження за участю акторів відбувалося в Альпах. У фільмі звучить мотет «Spem in alium» Томаса Талліса, а також композиція «Brown Girl in the Ring» гурту Boney M.

## В ролях
| Актор         | Роль          |
| ------------- | ------------- |
| Брендан Макі  | Джо Симпсон   |
| Ніколас Арон  | Саймон Єйтс   |
| Оллі Раял     | Річард Гокінг |
| Джо Сімпсон   | інтерв'ю      |
| Саймон Єйтс   | інтерв'ю      |
| Річард Гокінг | інтерв'ю      |

## Касові збори
Прем'єра фільму відбулася 23 січня 2004 року і за перший тиждень прокату він зібрав $ 131 377. За 20 тижнів фільм отримав $ 4 593 598, а в результаті за 20 тижнів було зібрано $13 885 802.